# Violet Key Jones

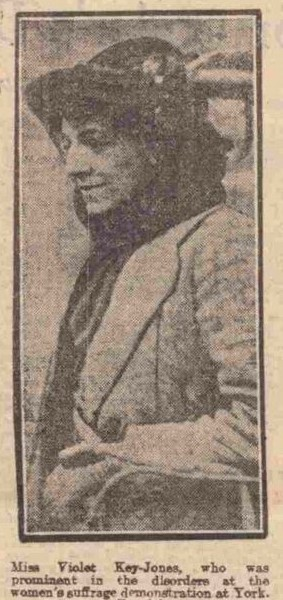
Violet Key Jones, 1913

Violet Frances Key Jones (* 17. Juni 1883 in County Kildare; † 30. August 1958 in Bradford, Yorkshire) war eine irisch-englisch-britische Suffragette.

## Leben
Jones wurde in der irischen Grafschaft Kildare als Tochter von John Jones, einem Armeechirurgen, und seiner Frau Harriet Jone, geborene Key, die aus einer Landadelsfamilie in Yorkshire stammte. Ihr Onkel mütterlicherseits war Kapitän William Key, Lord of Water Fulford Hall, Yorkshire, und sie hatte einen Bruder, der Eisenbahningenieur wurde. Nach dem Tod des Vaters zog die Familie im Jahr 1900 zurück nach Yorkshire.
Jones engagierte sich in der Frauenwahlrechtsbewegung und war Schatzmeisterin des Yorker Zweigs der Women’s Social and Political Union (WSPU), der 1910 von Annie Coultate gegründet worden war. Ein Jahr später wurde sie von der WSPU als erste bezahlte Organisatorin für die Wahlrechtskampagne in York und Doncaster eingestellt. Von ihrem Büro in Hall Gate in Doncaster aus organisierte sie öffentliche Versammlungen und Proteste, und ihr Haus in der Osbourne Road in York wurde zu einem Unterschlupf für Suffragetten wie Lilian Lenton, Kathleen Brown und Augusta Mary Ann Winship. Ihr Pendeln zwischen York und Doncaster mit dem Zug brachten ihr den Spitznamen „the Railway Suffragette“ ein.
Im Februar 1911 war Jones eine der Darstellerinnen in drei Theaterstücken, die von der WSPU in Zusammenarbeit mit der Actresses’ Franchise League in den York Assembly Rooms aufgeführt wurden. Eine der Aufführungen trug den optimistischen Titel „How the vote was won“.
Bei der Volkszählung von 1911 organisierte Jones den Suffragetten-Boykott in York und entzog sich selbst ebenfalls der Zählung.
1912 wurde der 18-jährige Journalist Harry Johnson, ein Befürworter des Frauenwahlrechts und möglicherweise Mitglied der Men’s Political Union (MPU), zu einem Jahr Gefängnis mit Zwangsarbeit im Wakefield Gaol verurteilt, weil er versucht hatte, ein Haus in der Nähe von Doncaster als Protestaktion in die Luft zu sprengen. Er trat in einen Hungerstreik und wurde nach dem sogenannten Cat and Mouse Act vorübergehend aus dem Gefängnis entlassen, und Jones half ihm zusammen mit Annie Seymour Pearson und Annie Coultate, einer erneuten Verhaftung zu entgehen. Jones hatte dabei Glück, dass sie nicht selbst einbezogen und verhaftet wurde, denn bei der Durchsuchung des Grundstücks eines verdächtigen Anwesens fanden Detektive ihren Namen auf einem Zettel mit einem Exemplar der Zeitung The Suffragette, zwei Gallonen Petroleum und einer Schachtel mit Streichhölzern.
Ebenfalls im Jahr 1912 sprang Jones während der Eröffnungsfeier der Open Air School in York auf das Trittbrett eines Autos und verstreute Flugblätter von Votes for Women. Im selben Jahr veranstaltete die WSPU ein Open-Air-Treffen in Waterdale in Doncaster, das von einer Gruppe von Gegnern der Frauen gestört wurde, die der Rednerin Barbara Wylie zwischen die Beine sprangen, ihr Flugblätter entrissen und sie mit faulen Eiern und Orangenschalen warfen, bis das Treffen aufgelöst werden musste. Jones war eine der Organisatorinnen der Veranstaltung und musste von Leibwächtern und der örtlichen Polizei in Sicherheit gebracht werden. Später sagte sie über die Veranstaltung: „Diese Art von Rowdytum kann der Sache nur helfen […] Ich hätte gesprochen, wenn ich meine Stimme über den Lärm hätte erheben können.“
Im März 1913 kettete sich Jones an einen Stuhl, rief Zwischenrufe und störte eine Versammlung, die von den Anti-Frauenrechtspolitikern Phillip Snowden und Keir Hardie in den Exhibition Buildings in York abgehalten wurde. Sie wurde der Versammlung verwiesen und verhaftet.
Jones setzte sich auch nach der Verabschiedung des Representation of the People Act 1918 weiter für die Rechte der Frauen ein. Im Jahr 1919 arbeitete sie als General- und Organisationssekretärin der Women’s Industrial League, deren Gründungspräsidentin Margaret Mackworth war. In dieser Funktion schrieb sie Briefe zum Beispiel an die britische Ingenieurzeitschrift The Engineer.
Jones starb 1958 in Bradford und wurde auf dem Scholemoor Cemetery beigesetzt.
2019 wurde vom York Civic Trust in Zusammenarbeit mit dem Pilot Theatre und dem Theatre Royal eine Gedenktafel in der Coney Street angebracht, um an den Sitz des Büros zu erinnern, in dem die Yorker Suffragetten ihre Kampagnen organisierten und durchführten.